# Corneliu Dima-Drăgan
Corneliu Dima-Drăgan (n. 25 decembrie 1936, Bacău – d. 16 februarie 1986, Toronto, Canada) a fost un istoric literar și bibliolog. A fost fiul Floricăi (născută Popescu), asistentă medicală, și al lui Petru Dima-Drăgan, contabil. A început școala primară la Bacău, a continuat-o la Tecuci, a terminat apoi Școala Medie nr. 1 din Bacău (1953) și Facultatea de Filologie din București (1954-1958). În 1973 și-a susținut teza de doctorat, Biblioteci medievale românești.

## Biografie
Corneliu Dima-Drăgan a fost bibliotecar la Biblioteca Centrală Universitară (1958), redactor la Editura de Stat (1958), inspector în Ministerul Culturii (1960-1962), bibliograf la Biblioteca Centrală de Stat (1962), redactor la Călăuza bibliotecarului (1963), conferențiar la Secția de biblioteconomie a Institutului Pedagogic din București (1963-1970), secție transferată în 1970 la Universitatea din București, unde profesează până în 1977, când, după cererea de plecare definitivă din țară, i s-a desfăcut contractul de muncă. În iulie 1979 a emigrat în Toronto (Canada), unde a editat revistele Tricolorul și ''Luceafărul'' și a relansat buletinul Studiul bibliologic, inițiat la București în 1964.
A reconstituit biblioteca Stolnicului Constantin Cantacuzino, apoi a elaborat o documentată monografie Constantin Cantacuzino Stolnicul. Un umanist român (1970).

## Asasinarea
În 1986, la doi ani după ce a preluat șefia Asociației Culturale Internaționale a Etniei Române de la Viena, a fost găsit împușcat în locuința sa din Toronto, aflată pe Islington Avenue.

## Opere
• Scriitori clasici și problemele culturii de masă, București, 1966;
• Biblioteca marelui umanist român Constantin Cantacuzino Stolnicul (1640-1716) (în colaborare cu Livia Bacâru), București, 1966;
• Bălcescu și alți deținuți politici, Bălceștt pe Topolog, 1970;
• Constantin Cantacuzino Stolnicul. Un umanist român (în colaborare cu Livia Bacâru), București, 1970;
• Ex libris. Bibliologie și bibliofilie, București, 1973;
• Biblioteci umaniste românești, București, 1974;
• Biblioteci umaniste franceze în colecții românești (în colaborare cu Gheorghe Buluță), București, 1978.